# PL学園中学校・高等学校
PL学園中学校・高等学校（ピーエルがくえんちゅうがっこう・こうとうがっこう、英: PL Gakuen Junior & Senior High School）は、大阪府富田林市に所在し、中高一貫教育を提供する私立中学校・高等学校。
パーフェクト リバティー教団本部敷地内に立地している。

## 概要
中学では英語と数学で習熟度別の授業を導入している。また高校では国公立コース、理文選修コースの2コースを設置し、希望進路に応じた学習を図っている。
中校・高校ともに大半の生徒が寮生活を送っている。かつては全寮制であったが、現在は自宅通学も可能になっている。また、以前は高校に定時制課程、通信制課程も併設されていたが、定時制課程は2000年度に、通信制課程は2009年度に廃止された。

### 生徒数の減少
近年、信者数の減少や、受験者の受験意識の変化、硬式野球部の部員募集停止など様々な要因により入学希望者が減少している。
2015年2月の高等学校受験では、外部受験枠75名に対して受験者は28名、2021年度は、国公立コースが15人の募集に対し3人、理文選修コースは80人に対し7人、2022年度は国公立コースが20人の募集に対し1人、理文選修コースは80人の募集に対し、専願・併願共に1人となるなど、生徒数も年々減少し、学校自体の存続も危ぶまれている。2025年度の生徒数は、高校が3学年合わせて39人、中学校が3学年合わせて35人となっている。
校舎や寮の老朽化も問題となっており、2号館/4号館/図書館/剣道場/金剛寮/葛城寮の6施設が耐震性の基準を満たさないとして文部科学省及び大阪府から改善を求められ、学校側は「寮を除く4施設については2022年度をもって未使用化する」ことを決めている。ただ、寮についてはフロアを限定しつつも使用を継続しており、建て替えの予定もない。

### 入学条件
入学に際しては、生徒本人と保護者に対して「パーフェクト リバティー教団への入会と信仰」が必須条件になる。ただ、以前は入学と同時に名目的に入信し、教団のアミュレットを購入する程度でも問題がなかった。
しかし、2016年度より大きく方針を転換し、一般的な仏教における仏壇に相当する「お神霊（みたま）」を自宅に持つ家庭の生徒以外の受験を認めない方針となった（なお、学校側では「入試制度に変更があったわけではありません」としている）。
古くからPL学園を取材するジャーナリストからは、入学希望者の急減の理由の一つにこの方針転換があると指摘されており、OBからは「教団は学園を布教師の育成学校にしようとしている」との声もある。

### 部活動
スポーツ関係の部活動の名門校としても知られており、卒業生の清原和博は「グラウンドの大きさは高校随一」だと述べている。PL学園のグラウンドは、両翼92ｍ、中堅116ｍの広さがあり、フィールドは内野が土・外野は天然芝になっており、バックスクリーン後方にはスコアボードがある。さらに、照度が低いもののナイター設備があり、ダッグアウト・放送室・観客席まであり、「ほぼ球場」と言える設備になっている。
特に硬式野球部は数々の成績を修め、大勢のプロ野球選手を生み出してきた。しかし、インターネットが発達すると、部内の暴行やそれによる自殺など異常な実態が明らかとなり、新人部員が激減。硬式野球部は2015年春に部員募集を停止し、2016年7月15日の全国高等学校野球選手権大阪大会初戦敗退をもって休部となった。
一方、硬式野球部と同じユニフォームの軟式野球部はその後も活動を続け、2017年には全国高等学校軟式野球選手権大会に大阪代表として11回目の出場を果たした。しかし、軟式野球部も部員が減少し、2022年の秋から他校との連合チームとなり、2024年の選手権大阪大会を最後に休部することとなった。ところが、2025年に硬式野球部員1人が軟式野球部に転部し、全校生徒39人（うち男子は15人）に単独チーム結成の協力を仰ぐと、選手として男子10人、マネジャーとして女子3人が集まり、2025年の選手権大阪大会に3年ぶりに単独出場を果たした。

## 沿革
- 1955年（昭和30年） - PL学園高等学校が創立。全日制課程を設置。
- 1957年（昭和32年） - 定時制課程を設置。
- 1959年（昭和34年） - PL学園中学校が創立。
- 1962年（昭和37年） - 校歌制定。
- 1973年（昭和48年） - 通信制課程を設置。
- 2000年（平成12年） - 定時制課程を廃止。
- 2009年（平成21年） - 通信制課程を廃止。

## 部活動
母体であるパーフェクト リバティー教団は「人生は芸術である」という教義を掲げている。そのため自己表現を重視することが奨励され、野球を始めとしたスポーツにも力が入れられている。
硬式野球部が全国的に有名であったほか、軟式野球部、バトン部、剣道部なども全国大会レベルで活躍していた。
ゴルフ部は、男子が1980年の第1回全国高等学校ゴルフ選手権大会と、翌1981年の第2回全国高等学校ゴルフ選手権大会で優勝を果たした。同部からは多くのプロゴルファーを輩出したものの、2001年に廃部となった。

### 硬式野球部

#### 沿革
1956年（昭和31年）に創部され、綱島新八から井元俊秀に監督が代わった、わずか7年目の1962年（昭和37年）に甲子園大会に初出場（春夏連続。第34回春の選抜・第44回夏の選手権）を果たした。
その後、1960年代から1970年代を通じて甲子園の大阪府代表の常連校7校（私学7強）のうちの1校となり、1977年（昭和52年）の3年生から2001年（平成13年）の3年生までは25学年連続でプロ野球選手を輩出した。
山本泰監督の下、1978年夏（第60回）の全国高等学校野球選手権大会で、準決勝、および決勝の高知商戦において土壇場の9回裏からの大逆転劇を見せ、「9回裏の奇跡」「逆転のPL」の異名をとり、春夏を通じて甲子園大会初優勝を遂げることとなった。
また、中村順司監督の下、1985年夏（第67回）には、全国大会では現在でも唯一の記録である毎回得点を達成した（詳細なスコアはこちらに掲載）。
同部は1990年代末から2000年以降にかけて数々の暴力事件が報告されて問題になった。特に2013年には部内暴力によって対外試合禁止処分を受け、当時の監督が退任した。詳細は後述する。
甲子園大会への最後の出場は2009年夏（第91回）となっている。
2016年（平成28年）に最後の部員たちが夏の大会を終えたことで休部され、2017（平成29年）年には部員が消滅して高等学校野球連盟からも脱退した。以後、部員の募集は再開されていない時期があったが、2023年に1人の入部が許可され7年ぶりに活動を再開した。
甲子園大会の出場校でアルファベットが入った校名の出場は唯一である。

#### 特徴
「神に依る野球」「世界平和のための野球」を標語（公式HPより）に、甲子園全国大会では人文字での応援（カラーカード〈色画用紙〉やメガホン・ポンポン等を使用）が有名であった。
多くのプロ野球選手を輩出したことをはじめ、2023年時点で日本人のメジャーリーガー挑戦者が最多であることでも知られている。
かつての同野球部は少数精鋭制をとり、完全外部スカウト制であった。中学校時代にリトルシニアやボーイズリーグで優秀な成績を修め、スカウトマンに勧誘された者だけが入部を許された部活動であり、在校生からの一般入部は一切受け付けていなかった。
しかし、このスカウト制度は後述のいじめ問題発覚後、野球部専用寮と共に廃止された。以降は部員募集停止までの間、入学後に在校生が入部する一般的な部活になっていた。

#### いじめと監督後継問題
数々の暴力事件が報告されており、1986年にはいじめによる死亡事故が起きている。
インターネット社会が発達する前までは、外部には上記のようなシゴキの実態がほとんど知られていなかった。それでも部活見学の際の上級生と1年生の様子から異様な雰囲気を感じて同校への進学を見送った人もいる。関本賢太郎はその内の一人であり、父親からPLへの進学を薦められたが、部活見学を行った際に上下関係の厳しさを感じ取り天理高等学校へ進学先を変更したことを語っている。
1997年には、上級生が暴力を加えて重傷を負わせ、2001年には日常的に上級生が下級生をバットで殴るなどのいじめが原因とされる暴行事件で半年間にわたる活動停止処分を受けている。さらに、被害者の家族に訴えられて裁判沙汰になった。その他の部内の規律として、同校野球部出身の漫画家なきぼくろは、「女を見るのは禁止」という規律が存在していたと語っている。2008年も暴力事件が起こり、藤原弘介監督（当時）が辞任。後任として河野有道が監督に復帰したが、2011年には部員の部内暴力と喫煙で1か月の対外試合禁止になった。
2013年4月9日には、高野連・西岡宏堂審議委員長より2013年2月23日午後10時頃、2年生4人が、1年生1人を寮内にて殴る蹴るの暴行を加えたため救急車が出動し、病院送りにしたことが明らかにされた（学年は共に事件当時）。これにより日本学生野球協会審査室会議にて2013年2月24日から8月23日までの6か月間の対外試合禁止処分が決まった。河野は2001年の活動停止処分を受けた際の監督でもあったがその後退任し、4月16日付でPL教団職員に異動した。
かつての教団教祖で野球ファンだった御木徳近は名門野球部を広告塔として最大限に支援していたが、教団は度重なる不祥事や教団幹部の代替わりによる内部の運営体制の変化により次第にトラブル続きの野球部に対して厳しい態度で臨むようになり、野球部の体質改善を積極的に行った。まず、野球部専用の寮であった「研志寮」が2001年のいじめ問題発覚後に「閉鎖的な野球部寮に問題がある」という理由で2002年3月末限りで廃止され、同年4月以降は野球部員も一般生徒と同じ寮で生活している。また全寮制の廃止もあり、通学可能な地域に居住している部員は自宅から通学している。研志寮の建物はPL学園小学校の「小学SC寮」に転用され改装されたが、老朽化に伴い2019年に解体された。
また、社会情勢や教育環境の変化から教団の学校運営方針が「スポーツ選手の育成強化」から「在校生徒の学力向上重視」に主軸を置くようになったため、かつて行われてきた有能者を見つけるための外部スカウト制度やスカウトによる推薦入学や特待生の制度も寮の廃止と同時期に全て廃止され、一般入試で合格した在校生が入部する一般的な部活に変更された。毎年恒例となっていた夏季と冬季の合宿制度も全て廃止され、大きな問題となっていた上級生の「説教」制度も一切禁止された。練習時間も大幅に短縮され、それ以外の時間帯の練習は特別な事情や教団・学校の承認が無い限り一切禁止とした。さらに学力維持と向上のため、年間成績や定期テストなどで一定の成績に満たない部員は約1か月間練習禁止処分にして補習を受けさせるようにした他、1週間に1回全員での教団講話の拝聴を義務付けた。部活関係者以外の野球部OBとの接触やOBの学校訪問も一切禁止とした。上級生と下級生が同部屋で生活し、下級生が上級生の雑用等をこなす野球部独自の「付き人制度」も教団や保護者、一般生徒などから生徒間の行き過ぎたプライバシー等の侵害や厳しすぎる上下関係による不祥事を問題視されるようになったため、2013年6月より部活の雑用（食事作り、掃除、洗濯、買い出しなど）は全て寮関係者や教団ボランティアのスタッフが行うように変更され、下級生の雑用を一切禁止とした。同年秋には「付き人制度」そのものが廃止され、全部員が一般生徒と同じ待遇となり野球部の伝統とされてきた厳しい上下関係や規律も大幅に改善され緩和された。
清原は、この事件の後2013年にテレビ出演した時にPLの暴力は伝統であると語っている。
後継監督候補には複数のOBが浮上しているが、学校・教団側はかねてから野球部OBの多くが卒業後には教団への信仰から距離を置いていることに不満を持っており、野球部OBが監督に就任する条件の1つとして教団への熱心な信仰を求めているが、学校・教団側の要望に該当する野球部OBがいないことから、2013年秋大会から常勤の監督が不在という状況が長期化していた。練習ではOBのコーチがいるものの、OBのコーチの指導はノッカーとしてのみ認められている（このOBは学校側から監督昇格は認められていない）。このため公式戦では野球未経験の正井一真校長が登録上の監督に就任し、ユニフォームを着てベンチ入りしているが、試合の中で決断を下せる大人が不在となっており、作戦や選手交代を選手同士で決めていた。2014年10月には監督不在により十分な指導ができないことを理由に、入学を希望する中学3年生の新入部員の受け入れ停止を決定した。
2015年3月16日、同年4月1日付の人事異動で正井が校長職から校外の教団施設への転任が決定し、同時に野球部の監督を退任することが発表された。新たな校長に草野裕樹が就任し、野球部の監督も兼任することとなった。

##### 清原が証言した1983年当時の寮生活
前述の暴力問題を裏付けるように、清原和博は、その寮生活について非常に過酷なものだったと後の2021年（令和3年）に語っている。松山秀明と共に回想したという、片岡篤史との談話に基づく。
なお、同校はかつて全寮制であり、野球部員以外も全員が寮に居住していた。
1年生への禁止事項
清原が入学した1983年（昭和58年）当時、同野球部の1年生は生活において次のような規則を与えられたという。
- 寮への入所から高校の入学式までは「お客様」として扱われ、キャッチボールをする程度で気楽に過ごす。
- 入学式後、「教育係」の上級生から1年生の作法と義務を徹底的に指導される。
- 1年生が上級生からの言葉に対して回答していい言葉は「はい」と「いいえ」のみ。ただし「いいえ」が許されることはなく、実質的に「はい」のみ。
  - 上級生がわざと小さな声でぼそぼそと何かを告げることがある。1年生がそれを聞き取れずに「えっ？」などと聞き返すと、息が詰まるほどに胸を殴られる。

- 「付き人」制度があり、上級生が1年生を選んで自身の付き人とする。付き人は上級生に絶対服従で、毎日の洗濯や食事の世話、マッサージなどを行う。
  - 将来有望な1年生が入学した場合は、比較的寛容な上級生の付き人とするといった配慮もあった。
- 1年生と上級生が相部屋で、その1年生は「部屋子」と呼ばれる。部屋子は室内では基本的に正座で過ごし続ける。
  - 上級生から飲み物を取るなどを命令されて立ち上がろうとすると足がしびれて転ぶほどである。その際に上級生から「おい、楽にしていいぞ」などと許可を与えられると、初めて体育座りに崩すことを許される。
- 1年生は入浴時に湯船に浸かることは許されず、シャワーで済ませる。風呂場の椅子を使うことも禁止で、片膝をついて体を洗う。シャンプーは禁止で、石鹸で頭を洗う。バスタオルは禁止で、手ぬぐいで体を拭く。
- 1年生は菓子類の摂食を禁止。ケチャップ・マヨネーズの使用を禁止。テレビの視聴を禁止。新聞の閲覧を禁止。電話の利用を禁止。外部との連絡は手紙のみ。
- 1年生はニット生地のユニフォームを禁止で、綿のユニフォームを使う（寒く、硬い）。夏でも常に長袖の服を着なければならない。

1年生の日課
また、当時の1年生にとって毎日のスケジュールは以下のものだったという。宮本慎也や坪井智哉も同様の証言を行っている。
- 朝は6時半ごろに起床する。目覚まし時計を設定するが、同部屋の上級生を起こさないようにその鐘を鳴らしてはならず、鐘が鳴る寸前の「カチッ」という動作音で飛び起きて音を止めた。
  - 宮本や坪井によれば、デジタル時計では設定した時間にすぐ鳴動してしまうために使えず、設定時間に鳴動する前の「カチッ」という動作音があるアナログ時計を使用していたとのこと。
- 起床後に掃除とPL教団へのお祈りを済ませたのち、1年生は自身が付き人とする担当上級生の食事の準備を行い、それを伝える。なお、清原が言うには「一年生もやられっぱなしではなく仕返しはちゃっかりやった」と言っており、その一つとして先輩に作る食事に何らかの異物を入れることがあったという[37]。
- 寮から高校へは2kmほど離れており、1年生全員で集団登校を行う。登校は3列か4列の縦隊を組み、連続歩調で行進する。
  - 大声で「歩調、歩調、歩調、取れ!、1、それ、2、それ、3、それ、4、それ、1、おい、2、おい、3、おい、4、おい、1234、1234……」などと叫びながら行進する。
  - その途中も常に上級生たちが通りかかるたびに監視しており、もし足が揃っていなかったり声が小さかったりすると暴行を受ける。
- 野球部員は学校の授業は5時限で終わる。その5時限目の途中に1年生は靴を外履きへ履き替え、終業のチャイムが鳴った途端に全速力で寮まで2kmを走って帰る。
  - なぜなら終業から練習までの間に1年生は上級生のために練習前の食事を準備しなければならないからである。そのコンロの数が限られているため、1年生同士で争奪戦になった。

- 練習は午後3時から午後6時半までと、強豪の野球部としては比較的短い。しかし、1年生にとっては練習後のほうが過酷な時間帯であった。

- 練習後に1年生が夕食の準備を行い、午後7時から9時ごろにかけて上級生たちが食事に訪れるまで食堂で待機する。

- 上級生の食事中、1年生はテーブルの前で直立不動を続ける。先輩が「おかわりを注げ」と伝える合図は茶碗で机を「コン」とごく軽く叩くことであるが、1年生は疲労からそれに気づかないこともあり、反応が遅いと茶碗を顔へ投げつけられる。避けるとひどく暴行を受けるので、わざと当たりに行く。
  - 清原は、「この経験によって、のちにプロ野球で死球を避けずに当たりに行く勇気を培われたのかもしれない」と冗談半分に語っている。
- 食事後、上級生たちの残飯を1年生が集めて捨てに行くが、その際に全身に残飯の汁をかぶる。1年生は自分の衣服を洗濯する時間的余裕がなく、衣服から常に生ゴミの匂いがした。

- 食事後、その日の練習で使われたボールをきれいに磨く。1個でも数が合わないと暴行を受ける。
- 守備練習では、1年生がエラーをするたびに、上級生である2年生部員が3年生部員より臀部をバットで殴られる制裁を受けた。その報復として2年生は1年生を殴るという制裁があった。その制裁のための時間帯が決められており、基本的に「連帯責任」として全員が暴行を受ける。寮内放送で「1年生、娯楽室へ集合」と告知され、「娯楽室」で暴行されることが通例であった。
  - 顔を殴ると傷跡が目立ち問題視されるため、体幹部を殴られたり蹴られたりした。ほか、理不尽な筋力トレーニングを強要されることもあった。
- その後、1年生が上級生へマッサージを行う。上級生が就寝すると終わりだが、寝たふりをする上級生もおり、1年生が「寝た」と判断して手を止めると即座に殴られる。
- 深夜に1年生が上級生の衣服を洗濯する。業務用洗剤を使って素手で洗うため、手が常に荒れる。また、洗濯機も1年生同士で争奪戦となるため、確保できないと就寝時間もその分少なくなる。
  - 片岡は、学生時代は体は大きいが要領が悪く、洗濯機を奪い合う競争にもいつも負けており、同期が先輩たちのユニフォームの洗濯を終えて眠りをむさぼる深夜、ようやく片岡自身は洗濯機に先輩のユニフォームを突っ込んでうなだれているという有様だったとのこと。そんな片岡の様子を、立浪和義は「いつか、寮から逃げ出すのではないか」とずっと心配していたという[38]。
  - また、洗濯をしたその手で練習中は竹のバットを振るため、ひどく痛む。

- 1年生にとって寮生活における娯楽は存在しない。

- 小早川毅彦はYouTube内で、彼の3年先輩で在学当時キャプテンであった松下和統がラジオで語った話として、帰省時に寮生活のことを父親に話したら「俺の知っている軍隊よりも、本当の戦争の時の軍隊よりも厳しいな」という感想が返ってきたという逸話を紹介している[39]。

#### 休部
2015年春および2016年春は新入部員を募集しない方針をとり、2016年2月の時点で2年生部員12人のみが所属していた。
2016年2月、野球部長を兼任する草野校長が同年春に定年退職となるため、同校事務職員の川上祐一が野球部長に就任した。野球部員の募集再開時期は未定となっており、2016年夏の全国高等学校野球選手権大会での現役部員の引退をもってひとまず休部することが決定。
2016年7月15日、第98回全国高校野球選手権大阪大会でPL学園は3年生部員のみの12人（記録員を含む）で臨み東大阪大学柏原高等学校に6対7で敗れ、この試合をもって野球部は休部となった。
2016年休部時点での最後の甲子園出場は2009年の夏であり、創部からの通算成績は、春のセンバツには20回出場して優勝3回（81年、82年、87年）、夏の選手権大会には17回出場して優勝4回（1978年、1983年、1985年、1987年）、春夏通算96勝となっている。1982年には史上2校目の春連覇、1987年には史上4校目の春夏連覇を達成した。
2017年3月29日、PL学園側から大阪府高等学校野球連盟に対して脱退届が提出され、大阪府連盟は同日これを受理した。PL学園側では今回の脱退について「平成29年度より本校の部員募集再開が決定するまでの間、大阪府高等学校野球連盟に非加盟とする形である」と説明している。
休部後は、かつての硬式野球部専用グラウンドを、活動継続中の軟式野球部が使用している。
2023年8月、1年生1人が硬式野球部入部を許可され練習を始めていることが報道された。ただし、高野連を脱退しているため合同チームで出場するにも連盟への再加盟が必要になる。

## 校歌
作詞：湯浅竜起、作曲：東信太郎

## 出身者

### 政治
- 井坂善行
- 鈴木憲

### 法曹
- 澤藤統一郎

### スポーツ

#### 野球
- 野田征稔
- 坪井新三郎
- 戸田善紀
- 中塚政幸
- 中村順司
- 森永悦弘
- 得津高宏
- 長井繁夫
- 福嶋久晃
- 加藤英治
- 加藤秀司[42]
- 野口善男
- 大和田正海
- 川口孝秀
- 新井宏昌
- 新美敏
- 野村茂
- 斎藤茂樹
- 行澤久隆
- 立野政治
- 平山正人
- 金森栄治
- 尾花髙夫
- 米村明
- 金石昭人
- 木戸克彦
- 谷松浩之
- 西田真二
- 阿部慶二
- 小早川毅彦
- 山崎剛
- 山中潔
- 小野忠史
- 岡部明一
- 西川佳明
- 吉村禎章
- 若井基安
- 榎田健一郎
- 森浩之
- 加藤正樹
- 岩田徹
- 鈴木英之
- 北口正光
- 今久留主成幸
- 清原和博
- 桑田真澄
- 内匠政博
- 松山秀明
- 樋口一紀(中学のみ)
- 松田訓
- 片岡篤史
- 立浪和義
- 野村弘樹
- 橋本清
- 宮本慎也
- 野々垣武志
- 清原幸治
- 入来祐作
- 坪井智哉
- 今岡真訪
- 松井稼頭央
- 宇高伸次
- サブロー
- 辻田摂
- 福留孝介
- 前田忠節
- 前川勝彦
- 小林亮寛
- 前田新悟
- 大西宏明
- 平石洋介
- 覚前昌也
- 七野智秀
- 田中一徳
- 田中雅彦
- 植山幸亮
- 加藤領健
- 中尾敏浩
- 朝井秀樹
- 今江敏晃
- 小斉祐輔
- 桜井広大
- 小窪哲也
- 松本晃
- 冨田康祐
- 前田健太
- 緒方凌介
- 勧野甲輝
- 吉川大幾
- 中川圭太
- グルラジャニ・ネイサン

#### 剣道
- 高鍋進
- 石田利也
- 安藤戒牛
- 竹中健太郎

#### ゴルフ
- 高村博美
- 谷口徹
- 中嶋千尋
- 桑田泉

#### バトントワリング
- 稲垣正司
- 木村朱美

#### 自動車競技
- 阪口晴南

### 芸能・芸術
- 上重聡 - アナウンサー
- 河中美二 - お笑い芸人
- 坂室賢一 - ミュージシャン（HAYABUSA）
- なきぼくろ - 漫画家
- 山本奈臣実 - お笑い芸人